# The Bruton Suite
The Bruton Suite is een studioalbum van Steve Jolliffe. Het is zijn eerste en enige muziekalbum dat bij een internationaal platenlabel verscheen namelijk Voiceprint Records. The Bruton suite was de titel van het beoogde eerste soloalbum van Jolliffe nadat hij Tangerine Dream had verlaten. Platenlabel Virgin records zag er niets in en het album bleef op de plank liggen. Jolliffe heeft de muziek geschreven toen hij in Bruton in een kerk woonde en zo klinkt de muziek dan ook. Elektronische muziek met Bach-melodieën was destijds een nieuwe stroming die Jolliffe wilde proberen, maar die hij daarna snel weer los liet. Het 2003-album verscheen in een tijd dat Jolliffe zich met heel andere muziek bezighield; hij speelde als gast met Eat Static en leden van Ozric Tentacles, die spacerock beoefenen.

## Musici
- Steve Jollife – toetsinstrumenten,
- Jonathan Palmer – arrangementen voor strijkinstrumenten

## Muziek
| Nr. | Titel            | Duur |
| --- | ---------------- | ---- |
| 1.  | Primus           | 4:00 |
| 2.  | Secondus         | 3:51 |
| 3.  | Tertius          | 4:37 |
| 4.  | Quartus          | 3:29 |
| 5.  | Quintus          | 3;13 |
| 6.  | Sextus           | 1:52 |
| 7.  | Septimus         | 3:17 |
| 8.  | Nonus            | 2:21 |
| 9.  | Octavus          | 2:34 |
| 10. | Decimus          | 3:53 |
| 11. | Undecimus        | 2:01 |
| 12. | Duodecimus       | 2:25 |
| 13. | Tertius decimus  | 3:17 |
| 14. | Quartus decimus  | 3:41 |
| 15. | Quintus decimus  | 2:25 |
| 16. | Septus decimus   | 2:45 |
| 17. | Septimus decimus | 5:46 |
| 18. | Duodevicesimus   | 3:28 |

De titelvolgorde loopt niet synchroon met de albumtracks. Nonus (track 8) betekent negende en octavus (track 9) betekent achtste. De zestiende track zou moeten luiden Sextus decimus.